# Råholt
Råholt ist eine Ortschaft in der norwegischen Provinz (Fylke) Akershus mit 15.746 Einwohnern (Stand: 1. Januar 2024). Der Ort liegt nordöstlich von Oslo größtenteils in der Kommune Eidsvoll, ein kleinerer Teil gehört zur Gemeinde Ullensaker.

## Geografie
Råholt ist ein sogenannter Tettsted, also eine Ansiedlung, die für statistische Zwecke als eine städtische Siedlung gezählt wird. Die Fläche von Råholt wird vom Statistisk sentralbyrå (SSB) mit 8,42 km² angegeben. Davon liegen 8,11 km² in der Kommune Eidsvoll. Die verbleibende von 486 Personen bewohnte und 0,31 km² große Fläche ist Teil der Kommune Ullensaker.
Im Nordosten von Råholt liegt der See Hurdalssjøen, an dessen südlichem Ufer der Fluss Andelva Richtung Osten abfließt. Westlich von Råholt verläuft die Europastraße 6 (E6), welche unter anderem die Verbindung nach Oslo in den Süden herstellt. Bei Råholt liegt außerdem der Haltepunkt Eidsvoll verk, der 1999 geöffnet wurde, und von Zügen der Gardermobanen genutzt wird.

## Geschichte
Die Råholt kirke, also die Kirche des Ortes, wurde im Jahr 1888 erbaut. In den 2000er-Jahren begann die Bevölkerungszahl stärker anzusteigen. Grund dafür war der Ausbau des Flughafens Oslo-Gardermoen, der sich in der Gemeinde Ullensaker befindet.